# باشگاه فوتبال ویرتوس لانچانو
باشگاه فوتبال ویرتوس لانچانو (S.S. Virtus Lanciano 1924) یک باشگاه ایتالیایی است که در شهر لانچانو قرار دارد و در سری بی مشغول به فعالیت است.

## بازیکنان برجسته
- مامه بابا تیام